# Substituant
En chimie organique, un substituant est un atome ou un groupe d'atomes qui remplace un ou plusieurs atomes d'hydrogène sur la chaîne principale d'un hydrocarbure. Les termes substituant et groupe fonctionnel, ainsi que d'autres (par exemple chaîne latérale), sont parfois utilisés de manière presque interchangeable pour décrire des branches d'une chaîne principale.
Le suffixe -yle est utilisé pour désigner des composés organiques contenant une liaison simple remplaçant un hydrogène ; -ylidène et -ylidyne sont utilisés avec des liaisons doubles et triples, respectivement. En outre, lorsque l'on nomme des hydrocarbures contenant un substituant, des numéros de position sont utilisés pour indiquer l’atome de carbone auquel le substituant est attaché lorsque cette information est nécessaire pour distinguer les isomères. L'effet polaire exercé par un substituant est une combinaison de l'effet inductif et de l'effet mésomère. Des effets stériques supplémentaires résultent du volume occupé par le substituant.
Les expressions les plus substituées et les moins substituées sont fréquemment utilisées pour décrire des molécules et prédire leurs produits. Dans cette terminologie, le méthane est utilisé comme référence. Ainsi, pour chaque atome d'hydrogène qui est remplacé ou substitué par autre chose, on peut considérer que la molécule est davantage substituée. Par exemple :
- la règle de Markovnikov prédit que, pour une réaction d'addition sur un alcène, l'hydrogène s'ajoute sur l'atome qui a le plus grand nombre d'hydrogène (le moins substitué) ;
- la règle de Zaïtsev prédit que, pour une réaction d'élimination, le produit majoritaire est l'alcène avec la double liaison la plus substituée.

## Nomenclature
L'utilisation du suffixe est déterminée par le nombre d'atomes d'hydrogène que le substituant remplace sur la chaîne principale (ou également sur un substituant). Selon les directives de 1993 de l'UICPA, :
- -yl signifie qu'un hydrogène est remplacé ;
- -ylidène signifie que deux atomes d'hydrogène sont remplacés par une liaison double ;
- -ylidyne signifie que trois hydrogènes sont remplacés par une liaison triple.

Lorsque le substituant est relié à la chaîne principale par plusieurs liaisons du même type, les préfixes di, tri, tétra, etc. sont utilisés : -diyl (deux liaisons simples), -triyl (trois liaisons simples), -tétrayl (quatre liaisons simples), -diylidène (deux liaisons doubles).
Des suffixes multiples sont accolés pour plusieurs liaisons de types de liaison différents : -ylylidène (une simple et une double), -ylylidyne (une simple et une triple), -diylylidène (deux simples et une double).
Le nom de la chaîne principale peut être modifié de deux manières :
- pour de nombreux composés, le substituant est lié à la chaîne principale par une de ses extrémités (position 1), il n’est donc pas explicitement numéroté dans la formule. Le nom du substituant est modifié en enlevant la terminaison -ane (voir alcane ) et en ajoutant le suffixe -yl ;
- la méthode plus générale omet uniquement le « e » terminal du nom du substituant, mais requiert une numérotation explicite de chaque préfixe yl , même en position 1 (sauf pour -ylidyne qui, en tant que liaison triple doit terminer la chaîne carbonée du substituant). Pentan-1-yl est un exemple de nom utilisant cette méthode et est synonyme de pentyl de la recommandation précédente.

À noter que certains termes populaires tels que « vinyle » (utilisé dans polyvinyle par exemple) ne représentent qu'une partie du nom chimique complet.

## Substituants dérivés du méthane
Selon les règles ci-dessus, un atome de carbone dans une molécule, considérée comme un substituant, porte les noms suivants en fonction du nombre d’hydrogènes qui lui sont liés et du type de liaisons formées avec le reste de la molécule : 
| CH4   | méthane                                            | pas de liaison                                       |
| - CH3 | groupe méthyle ou méthanyle                        | une liaison simple vers un atome autre que hydrogène |
| = CH2 | groupe méthylène ou méthanylidène ou méthylidène   | une liaison double                                   |
| -CH2- | pont méthylène ou groupe méthanediyle ou méthdiyle | deux liaisons simples                                |
| ≡CH   | groupe méthylidyne ou méthanylidyne                | une liaison triple                                   |
| =CH−  | groupe méthine ou méthanylylidène ou méthylylidène | une liaison simple et une liaison double             |
| >CH−  | groupe méthanetriyle ou méthtriyle                 | trois liaisons simples                               |
| ≡C−   | groupe méthanylylidyne ou méthylylidyne            | une liaison triple et une liaison simple             |
| =C=   | groupe méthanediylidène ou méthdiylidène           | deux liaisons doubles                                |
| > C = | groupe méthanediylylidène ou méthdiylylidène       | deux liaisons simples et une liaison double          |
| > C < | groupe méthanetétrayle ou méthtétrayle             | quatre liaisons simples                              |

## Structures
Dans une formule chimique, un substituant organique tel que méthyle, éthyle ou aryle peut être écrit comme R (ou R1, R2, etc.). Le R, dérivé de radical ou de reste, peut remplacer n’importe quelle partie de la formule si l’auteur le juge opportun. Le premier à utiliser ce symbole fut Charles Gerhardt en 1844,.
Le symbole X est souvent utilisé pour désigner des substituants électronégatifs tels que les halogénures,.

## Distribution statistique
Une étude chémoinformatique a identifié 849 574 substituants uniques, ayant jusqu'à 12 atomes autres que l'hydrogène et ne contenant que des atomes de carbone, d'hydrogène, d'azote, d'oxygène, de soufre, de phosphore, de sélénium et d'halogène dans un ensemble de 3 043 941 molécules. Cinquante substituants peuvent être considérés comme classiques car ils sont présents dans plus de 1 % de cet ensemble et 438 dans plus de 0,1 %. 64 % des substituants se trouvent dans une seule molécule. Les 5 plus courants sont les substituants méthyle, phényle, chloro, méthoxy et hydroxyle. Le nombre total de substituants organiques en chimie organique est estimé à 3,1 millions, soit un total de 6,7 × 1023 molécules. Un nombre infini de substituants peut être obtenu simplement en augmentant la longueur de la chaîne carbonée.